# Jonas Villumsen
Jonas Villumsen er en dansk sanger, sangskriver og forfatter.  Han fungerer blandt andet som forsanger og sangskriver i bandet Entakt, men gør også karriere som soloartist. I november 2021 debuterede han som forfatter med bogen Bølge eller Otte noter fra tribunen.
Han modtog i 2009 en præmiering fra Statens Kunstfond, for sin sangskrivning.
Mini-albummet Det Meste er Billeder (Target Records) udkom 17. marts 2014.